# Gerres nigri
Friture rayée
Espèce
Statut de conservation UICN

 LC  : Préoccupation mineure
Gerres nigri, la Friture rayée, est une espèce de poissons marins et d'eau saumâtre de la famille des Gerreidae.

## Description
Gerres nigri peut mesurer jusqu'à 20 cm de longueur totale mais sa taille habituelle est d'environ 15 cm. Ce poisson se nourrit de poissons, de crevettes, de mollusques, de plancton et de détritus.

## Répartition
Ce poisson se rencontre dans l'Atlantique est, depuis les côtes nord du Sénégal jusqu'à celles de Luanda en Angola mais également sur les côtes de Sao Tomé-et-Principe. Il est présent jusqu'à une profondeur maximale de 60 m.

## Systématique
Le nom valide complet (avec auteur) de ce taxon est Gerres nigri Günther, 1859,.
Ce taxon porte en français le nom vernaculaire ou normalisé suivant : Friture rayée,.
Gerres nigri a pour synonymes :
- Diapterus nigri (Günther, 1859)
- Gerres octactis Bleeker, 1863

### Étymologie
Son épithète spécifique, nigri, fait référence à la localité type de cette espèce, l'embouchure du fleuve Niger,.

### Publication originale
- (en) Albert Günther, Catalogue of the acanthopterygian fishes in the collection of the British Museum : Gasterosteidae, Berycidae, Percidae, Aphredoderidae, Pristipomatidae, Mullidae, Sparidae, vol. 1, Londres, Taylor and Francis, 1859, 524 p. (lire en ligne), p. 347-349.